# 99861 Чарнутер
99861 Чарнутер (99861 Tscharnuter) — астероїд головного поясу, відкритий 29 липня 2002 року.
Тіссеранів параметр щодо Юпітера — 3,297.